# Royse City
Royse City är en ort i Collin County, Hunt County, och Rockwall County, i Texas. Vid 2010 års folkräkning hade Royse City 9 349 invånare.